# Radio klassik Stephansdom
Radio Klassik Stephansdom (radio klassik Stephansdom) ist ein Klassiksender der Erzdiözese Wien. Die Studios befinden sich in der Singerstraße in der Nähe des Stephansdoms. Der Sendestart in Wien war am 24. September 1998 als Radio Stephansdom, mit 1. Juni 2015 wurde der Sender in radio klassik Stephansdom umbenannt. Gesendet wird seit Anbeginn über eine Anlage am Donauturm auf der Frequenz UKW 107,3 MHz, zu empfangen ist radio klassik Stephansdom in Wien und Umgebung sowie im südlichen Niederösterreich. Seit 10. September 2018 ist radio klassik Stephansdom auch im Großraum Graz auf der Frequenz UKW 94,2 MHz zu hören, die Sendeanlage befindet sich auf dem Grazer Schlossberg. Weitere Empfangsmöglichkeiten bestehen im Netz von Kabelplus auf UKW 106,4 MHz sowie in den Digital-Netzen von UPC auf Kanal 863 und der Salzburg AG auf Frequenz 466 MHz. Auch als Live-Stream und über die sendereigene Radiothek ist das Programm abrufbar. Seit 25. August 2020 ist radio klassik Stephansdom auch bundesweit über DAB+ empfangbar.
Basis des Senders ist die „Stiftung Radio Stephansdom“. Sie wurde mit Wirksamkeit vom 1. Juni 1997 gemäß can. 114 ff. des Gesetzbuches der katholischen Kirche CIC gegründet und hat nach dem Konkordat zwischen der Republik Österreich und dem Heiligen Stuhl vom 5. Juni 1933 mit Hinterlegung der Stiftungsanzeige auch Rechtspersönlichkeit für den staatlichen Bereich. Ihr Statut ist verlautbart im Wiener Diözesanblatt vom Juli 2024.
Der Sender widmet sich ausschließlich klassischer Musik und aktuellen Informationen und ist im Wortanteil für seine Nachrichtenmagazine zwischen 18.30 Uhr und 20.00 Uhr bekannt. Liveübertragungen von wichtigen kirchlichen Ereignissen und Livemitschnitte von Konzerten mit bekannten Künstlern und Orchestern vervollständigen das Programm. Zu den Sendermottos gehörten über die Jahre „Die Oase für die Seele“, „Klassik mit Sinn“ und „Klassik verpflichtet“, seit 1. Juni 2015 lautet das Motto „Gefühle einschalten“.
Am 24. Jänner 2024 startete der Sender eine großangelegte Spendenkampagne, um sein finanzielles Fortbestehen abzusichern, nachdem der Eigentümer bekannt gab, keine weiteren Zuschüsse für die diözesanen Medien radio klassik Stephansdom und der Kirchenzeitung Der Sonntag zur Verfügung stellen zu können.

## Bekannte Mitarbeiter
- Christoph Wellner – Chefredakteur
- Otto Biba – Geschichten aus dem Archiv
- Peter Planyavsky – Hauptwerke & Positive
- Dominique Meyer – Mélange mit Dominique Meyer
- Paul Angerer – Capriccio
- Richard Schmitz – Per Opera ad Astra und Wiener Lied. Klassisch